# 기린초등학교 추대분교
기린초등학교 추대분교(麒麟初等學校 秋垈分校)는 대한민국 강원도 인제군 기린면 진동리 662에 있었던 공립 초등학교이다.

## 연혁
- 1939.03.01 기린공립심상소학교 부설 추대간이학교로 인가
- 1942.12.20 추대국민학교로 승격
- 1983.03.01 방동국민학교 추대분교장으로 격하
- 1999.03.01 기린초등학교 추대분교장으로 소속변경
- 1999.09.01 폐교